# Haichemydidae
Haichemydidae pertence à superfamília Testudinoidea, uma clado integrada no sistema taxonómico que foi criado por Lineu no século XVIII, e está incluída na subordem de Testudinata, que é, contudo uma família já extinta da subordem Cryptodira.